# مسار هاملتوني

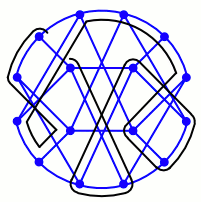
صورة توضح مخطط هاملتون

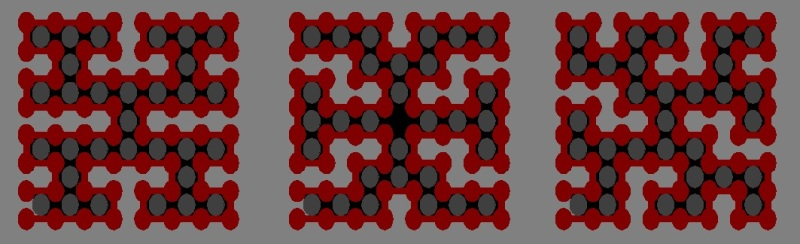
ثلاثة أمثلة على مسارات هاملتونية في مربع 8x8

في نظرية التعقيد وفي نظرية البيان، تحديد مسار هاملتوني هو أحد مسائل NP الكاملة. وهناك عدة نسخ لهذه المسألة من بينها:

## مسار هاملتون المغلق
المعطياتمخطط موجه أو عادي.
المسألةهل يوجد بالمخطط مسار مغلق يمر بجميع الرؤوس مرة واحدة واحدة(توكيد لفظي وليس تكرار)؟

## مسار هاملتون المفتوح
المعطياتمخطط موجه أو عادي، وقمتين S و T.
المسألةهل يوجد بالمخطط مسار مفتوح طرفاه S و T، يمر بجميع الرؤوس مرة واحدة واحدة(توكيد لفظي وليس تكرار)؟

## استخدامات
يستخدم المسار الهاملتوني في حل المشكلات والأحجيات مثل أحجية ن.

## بيبليوغرافيا
- (بالإنجليزية) Leonard Adleman, "An Abstract Theory of Computer Viruses", Springer-Verlag New York, Inc., 1990, ISBN 0-387-97196-3
- (بالإنجليزية) Leonard Adleman, "Towards a (MATH)ematical theory of self-assembly. Technical Report 00-722", Department of Computer Science, University of Southern California, 2000, ISBN 2-7011-4032-3
- (بالفرنسية) Jean-Baptiste Waldner, "Nano-informatique et intelligence quantique - Inventer l'ordinateur du XXIe قرن", Hermes Science, London, 2006, ISBN 2-7462-1516-0